# Norman Mapeza
Norman Takanyariwa Mapeza (Harare, 12 aprile 1972) è un allenatore di calcio ed ex calciatore zimbabwese, di ruolo difensore o centrocampista, allenatore del Platinum.

## Palmarès

### Giocatore

#### Competizioni nazionali
- Zimbabwe Cup: 1

CAPS United: 2004

### Allenatore

#### Competizioni nazionali
- Premier Soccer League (Zimbabwe): 3

Monomotapa United: 2008
Platinum: 2017, 2018
- Zimbabwe Cup: 1

Platinum: 2014